# كأس روسيا لكرة القدم 2009–10
كأس روسيا لكرة القدم 2009–10 (بالروسية: Кубок России по футболу 2009/2010)‏ هو الموسم 18 من كأس روسيا لكرة القدم. أقيم خلال الفترة 20 أبريل 2009 وحتى 16 مايو 2010، وأشرف على تنظيمه اتحاد روسيا لكرة القدم، وكان عدد الأندية المشاركة فيه 120، وفاز فيه زينيت سانت بطرسبرغ.